# Mesobracon luteus
Mesobracon luteus är en stekelart som först beskrevs av Cameron 1910.  Mesobracon luteus ingår i släktet Mesobracon och familjen bracksteklar. Inga underarter finns listade i Catalogue of Life.